# John MacGregor (politiker)
John MacGregor, född 1797, död den 23 april 1857 i Boulogne-sur-Mer, var en skotsk statsman och ekonomisk författare.